# 目黒キネマ
目黒キネマ（めぐろキネマ）は、かつて存在した日本の映画館、劇場である。

## 略歴・概要
1923年（大正12年）11月、東京府荏原郡大崎町上大崎621番地（現在の東京都品川区上大崎2丁目、目黒通り沿い山手線内側）、目黒駅東側駅前に松竹キネマによって、洋画専門館として開業した。開業時の活動弁士は徳川夢声である。翌1924年（大正13年）5月、浅草公園六区の千代田館から大辻司郎が移籍した。このころ、同館の楽隊を波多野鑅次郎のハタノ・オーケストラがつとめ、学生だった紙恭輔がいた。
1926年（大正15年）、新宿武蔵野館に代わり、浅草公園六区の帝国館とならび松竹洋画のフラッグシップ館となる。
1931年（昭和6年）10月15日、活動弁士の大蔵貢が同館を買収した。同日、従業員9名を解雇したところ、9名全員が関東合同労働組合映画支部に加入し、争議が起こり、同年12月には解雇者は2名に留まり、600円の解決金と2名の再就職に尽力することを条件に円満解決した。
1932年（昭和7年）10月、榎本健一のピエル・ブリヤントを脱退した北村武夫による軽演劇の劇団「フォーリー・ベルジェール」（のちの黒猫座）が同館で旗揚げ公演を行なう。同年の時点では、東京府荏原郡大崎町方面の映画館は当館のほか、大崎館、大崎キネマ、五反田館、龜齢館の計4館が存在していた。
1937年（昭和12年）、大蔵による経営は行き詰まり、同じ活動弁士出身で、早稲田全線座を経営する樋口大祐の全線座が同館を買収、再開業する。
1945年（昭和20年）4月15日、第二次世界大戦末期の空襲で焼失した。
戦後10年が経過したのち、1955年（昭和30年）に目黒駅の反対側に、目黒金龍座および目黒オリオン座として開業した映画館が、1976年（昭和51年）以来、「目黒シネマ」と名乗っているが、これは「目黒キネマ」ではない。

## 目黒キネマと文学
- 太宰治『正義と微笑』（1942年発表 / 青空文庫、http://www.aozora.gr.jp/cards/000035/files/1577_8581.html）
- 山田風太郎『滅失への青春 - 戦中派虫けら日記』（大和書房、1973年 / 筑摩書房ちくま文庫、1998年6月 ISBN 4480034099）
- 大岡昇平『少年』 （『大岡昇平全集 第13巻』、中央公論社、1974年 / 『ちくま日本文学全集 大岡昇平』、ちくま文庫、1992年6月 ISBN 4480102345）
- 向田邦子『あ・うん』（文藝春秋、1981年5月 / 『向田邦子全集2 小説二 あ・うん』、文藝春秋、2009年5月 ISBN 4166416901）
- 竹内好『竹内好全集 第15巻 - 日記』（筑摩書房、1981年10月）
- 櫛田ふき『八度めの年おんな』（岩波書店、1995年3月 ISBN 4000029657）
- 森本房子『喪失の時』（創樹社、1999年8月1日 ISBN 4794305559） - 『未完成交響楽』上映館として登場（文中では『未完成交響曲』）

## 関連事項
- 目黒シネマ

## 註
1. 1 2 3  「大原デジタルアーカイブス」内の当時の警視総監高橋守雄筆による「目黒キネマ争議資料」を参照。
2. ↑  無声映画鑑賞会『カツキチ』（無声映画鑑賞会、1975年）の記述を参照。
3. ↑  帝京平成大学公式サイト内の記事、笑い学講座「第39回 軽演劇々団1」の記述を参照。
4. ↑  “昭和7年の東京府下の映画館”.   中原行夫の部屋（原資料「キネマ旬報」）. 2013年8月9日閲覧。
5. ↑  全線座株式会社公式サイト内の「沿革」の項の記述を参照。